# Mandarin Airlines
Mandarin Airlines (code AITA : AE ; code OACI : MDA) (en chinois : 華信航空) est une compagnie aérienne de Taïwan.
Fondée le 1er juin 1991, cette société était au début une société réunissant China Airlines et le groupe Koos. Le nom chinois de la compagnie a donc été créé en joignant les caractères des deux investisseurs initiaux. Au début, Mandarin Airlines desservait principalement des vols directs à partir de Taipei vers Vancouver et Sydney ou Brisbane. Devenue la propriété de la seule China Airlines, elle a fusionné avec Formosa Airlines (en), la compagnie intérieure de Taïwan. Elle est donc devenue une compagnie pour les vols régionaux internationaux et les vols intérieurs.

## Destinations

### Asie
- Changsha (CSX), Fuzhou (FOC), Hangzhou (HGH), Hong Kong (HKG), Macao (MFM), Nankin (NKG), Ningbo (NGB), Shenyang (SHE), Xiamen (XMN) et Zhengzhou (CGO)
- Séoul (ICN)
- Ishigaki (ISG), Ōsaka (KIX) et Tokyo (NRT)
- Kota Kinabalu (BKI)
- Hualien (HUN), Kaohsiung (KHH), Jinmen (KNH), Magong (MZG), Taichung (RMQ), Taipei (TSA) et (TPE) et Taitung (TTT)
- Hanoï (HAN) et Hô Chi Minh-Ville (SGN)

## Flotte

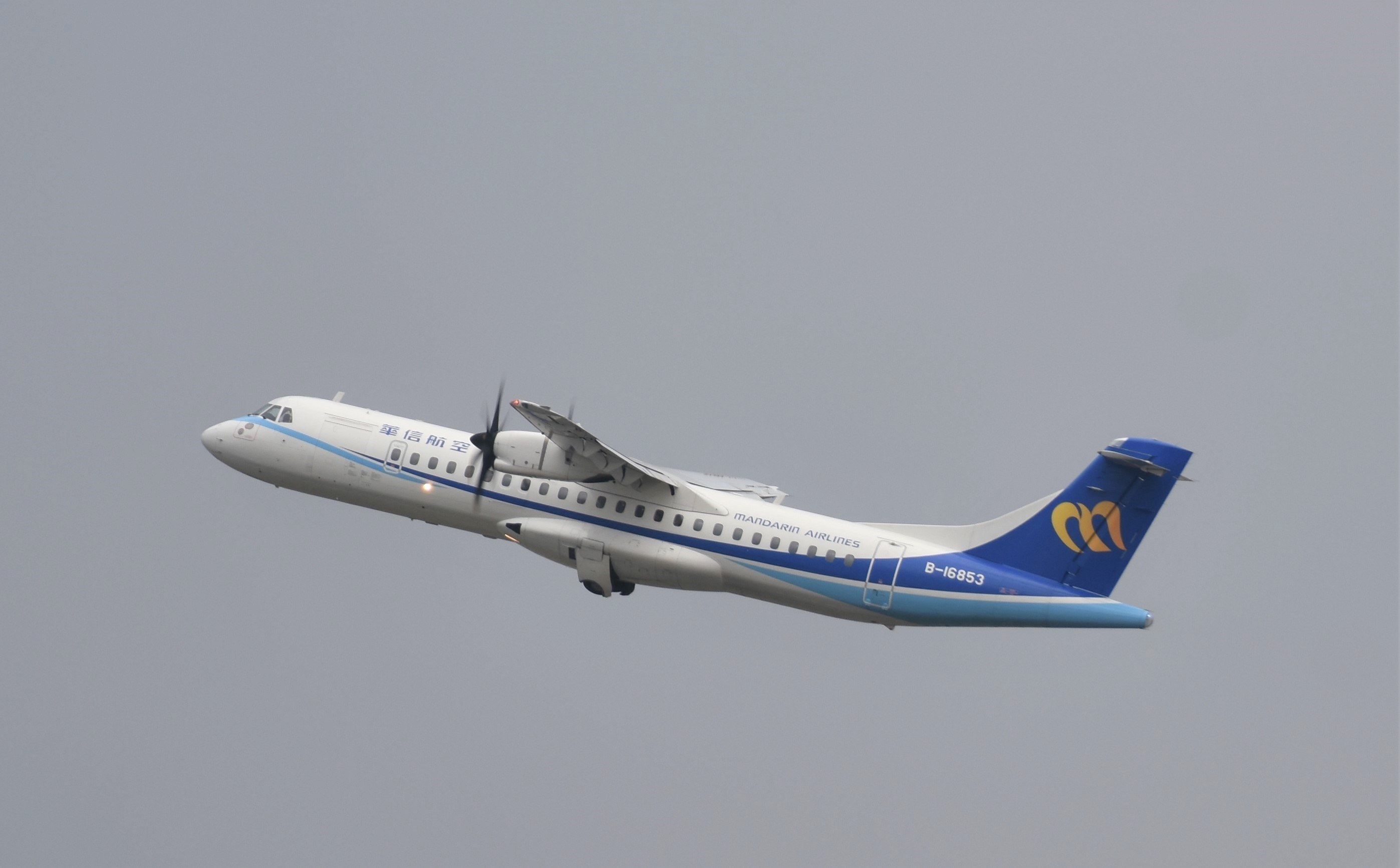
ATR 72-600

La flotte de Mandarin Airlines est composée des appareils suivants en octobre 2020 :

### Flotte historique

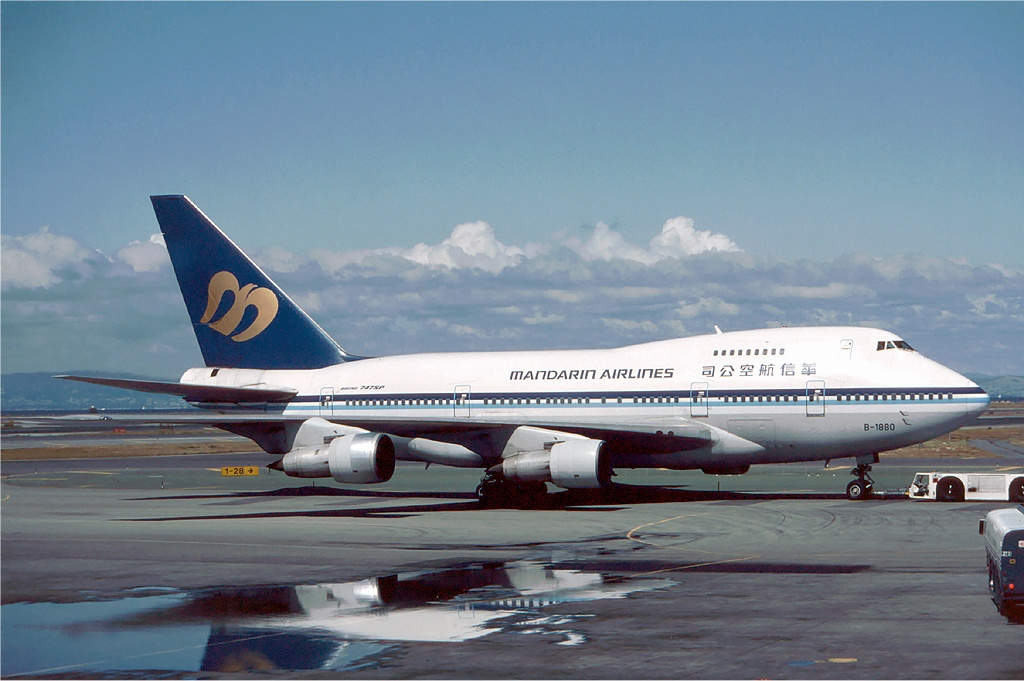
Boeing 747SP de Mandarin Airlines

- Airbus A340-300
- Boeing 737-800
- Boeing 747SP
- Boeing 747-400
- Fokker 50
- Fokker 100
- McDonnell Douglas MD-11